# Сумчатая мышь Янгсона
Сумчатая мышь Янгсона (лат. Sminthopsis youngsoni) — вид из рода узконогих сумчатых мышей семейства хищные сумчатые. Эндемик Австралии.

## Распространение
Обитает в засушливых районах Западной Австралии, Северной территории, северной части Южной Австралии и в Квинсленде.
Естественная среда обитания — песчаные равнины, дюны, сообщества ксероморфных трав, образующих изолированные кочки, кочковатые луга из ксерофильных кустовых трав, открытые местности, покрытые кустарников.

## Внешний вид
Длина тела с головой колеблется от 66 до 71 мм, хвоста — от 62 до 68 мм. Вес взрослой особи — от 8,5 до 12 г. Волосяной покров средней длины, густой и мягкий. Спина буро-жёлтого цвета. Брюхо окрашено в белый цвет. Морда вытянутая, заострённая. По середине морды проходит тёмная продольная полоса. Уши средних размеров, закруглённые. Периферийная часть внутренней и внешней стороны ушей покрыты волосяным покровом бледно-серого цвета. Задние лапы широкие, с серебристыми волосками по краям. Имеется большой палец.

## Образ жизни
Ведут наземный образ жизни. Активность приходится на ночь. Питаются преимущественно насекомыми и другими беспозвоночными. В сезон с обилием пищи хвост утолщается (в свою очередь, эти жировые отложения используются в период нехватки еды).

## Размножение
Сумка развита хорошо. Количество сосков — 6. Беременные особи замечены в сентябре. В приплоде обычно пять-шесть детёнышей, появляются в сентябре-январе. Самостоятельную жизнь детёныши начинают в ноябре-февралеМаксимальная продолжительность жизни в неволе — 5,3 года.